# Barbara Nalepka
Barbara Nalepka (29 maja 1993 w Bochni) – polska kick-bokserka, zawodniczka MMA oraz brazylijskiego jiu-jitsu. Medalistka zawodów ADCC, medalistka Mistrzostw Polski Cavalcanti w MMA, grapplingu, formule K-1 oraz brazylijskim jiu-jitsu. Zwyciężczyni turniejów Mistrzostw Polski ALMMA oraz ogólnopolskich turniejów w brazylijskim jiu-jitsu. Brązowa medalistka Mistrzostw Polski w kickboxingu 2014.

## Osiągnięcia[2]
- ADCC Filipiny 2016 – 2 złote medale średnio-zaawansowani i absoluto
- Asia Pacific Manila 2016 (Filipiny) – 3 złote medale GI i NO GI, absoluto Gi i srebrny w Absoluto NO GI
- 2 złote medale na Bangkok Open Gi i absoluto
- Złoty medal na Pucharze Europy WA KO w low kicku Chorwacja 2017
- Brązowy medal na Pucharze Europy WA KO w K-1
- Brązowy medal na Pucharze świata w K-1 (14-16.04.2017) Innsbruck (Austria)
- Złoty medal na mistrzostwach Polski Cavalcanti w MMA full contact (12-13 marca 2016) Luboń
- Złoty medal na mistrzostwach Polski Cavalcanti w BJJ (12-13 marca 2016) Luboń
- Złoty medal na mistrzostwach Polski Caavalcanti w K-1 (12-13 marca 2016) Luboń
- Srebrny medal na mistrzostwach polski Cavalcanti w graplingu (12-13 marca 2016) Luboń
- Złoty medal na V ogólnopolskim Turnieju NO GI Fight Dzierżoniów (23.01.2016) i została uznana jako najlepsza zawodniczka turnieju
- Złoty medal na V ogólnopolskim turnieju NO GI Fight Bielawa (17.10.2015) i najlepsza zawodniczka turnieju
- Złoty medal na IV ogólnopolskim turnieju NO GI Fight Dzierżoniów (07.02.2016) i najlepsza zawodniczka turnieju
- W 2016 roku została powołana do kadry Polski A PFKB na 2016 rok
- W 2012 i również w 2013 roku najlepsza zawodniczka w Polsce w trzech kategoriach w full contact OFS -62 kg i OFS – 65 kg
- Główne mistrzostwa Polski w Kick Boxingu PZKB Bełchatów (14-16 marca 2014) – brązowy medal
- II liga Battle of Wariors – wygrana walka i zdobyty tytuł najlepszej zawodniczki turnieju
- Mistrzostwa Polski Cavalcanti Luboń (2014) w MMA – I miejsce oraz w K-1 – I miejsce
- Puchar Polski Środkowej w Zgierzu (21.04.2013) ALMMA36—> III miejsce OFS – 65 kg
- ALMMA 38 w Sochaczewie (12.05.2013) —> I miejsce OFS – 65 kg
- Główne Mistrzostwa Polski w Toruniu (16.12.2012) —> I miejsce w kat. młodzieżowiec – 62 kg —>III miejsce w kat. senior – 62 kg
- ALMMA 24 Rycerska w Nowym Wiśniczu (25.08.2012) —> I miejsce turniej kobiet – 65 kg
- ALMMA VIP w Bochni (2012) —> I miejsce OFS – 62 kg
- Główne Mistrzostwa Polski 2011 w Teresinie 10-(11.12.2011) —> II miejsce w kat Junior – 62 kg
- Mistrzostwa Polski Zachodniej w Zgierzu (13.10.2012) ALMMA 27 —> I miejsce w turnieju kobiet – 62 kg
- ALMMA 34 (23.03.2013) –> I miejsce OFS – 65 kg —>I miejsce BJJ białe pasy open —>I miejsce OFS OPEN
- Puchar Galerii Korona w Kielcach (08.06.2013) ALMMA 40 —> I miejsce w OFS w kategorii – 65 kg open
- Puchar Mazowsza w Żyrardowie (09.02.2013) ALMMA 32 —> I miejsce w MMA OFS – 65 kg —> II miejsce w BJJ białe pasy -65 kg
- Puchar Polski Centralnej w Sochaczewie (10.03.2013) ALMMA 33 —> I miejsce w OFS – 65 kg —> II miejsce w BJJ białe pasy open
- I Mistrzostwa Mazowsza w Wołominie (30.09.2012) ALMMA 26 —> I miejsce OFS – 62 kg
- Puchar Polski Zachodniej MMA i BJJ we Wrocławiu (7.04.2013) ALMMA 35 —> I miejsce OFS – 62 kg —> II miejsce BJJ białe pasy open
- ALMMA 43 Pruszków (14.09.2013) —> I miejsce w OFS – 65 kg
- ALMMA 44 Mistrzostwa Mazowsza Wołomin (5.10.2013) —> I miejsce w OFS – 65 kg
- ALMMA 45 Mistrzostwa Polski południowej Bochnia (19.10.2013) —> I miejsce w OFS – 65 kg
- ALMMA 46 Mistrzostwa Polski młodzieżowców w Żyrardowie (10.11.2013) —> I miejsce w OFS – 65 kg
- Międzynarodowy turniej HADAKA-WAZA w formule MMA w Bytomiu (16.11.2013) —> I miejsce w OFS – 65 kg

## Lista walk w MMA

### Zawodowe
| Wynik     | Bilans | Przeciwnik (bilans przed walką) | Rozstrzygnięcie                | Runda | Czas | Rozgrywki                                     | Data       | Miejsce   | Uwagi                 |
| --------- | ------ | ------------------------------- | ------------------------------ | ----- | ---- | --------------------------------------------- | ---------- | --------- | --------------------- |
| Przegrana | 4-4    | Izabela Badurek (6-4)           | TKO (ciosy)                    | 3     | 2:30 | TFL 13: Noxy Night                            | 23.03.2018 | Lublin    | Limit umowny do 59 kg |
| Przegrana | 4-3    | Elina Kallionidou (5-2)         | Poddanie (duszenie zza pleców) | 3     | 5:00 | Ladies Fight Night 8: Double Trouble          | 16.12.2017 | Łódź      | Waga musza            |
| Przegrana | 4-2    | Raffaella Milner (0-2)          | Decyzja (jednogłośna)          | 3     | 5:00 | Heilbronner Hafenkeilerei: Die Nacht im Käfig | 08.07.2017 | Heilbronn | Waga słomkowa         |
| Wygrana   | 4-1    | Na Liang (4-0)                  | Poddanie (duszenie zza pleców) | 1     | 2:39 | Kunlun Fight MMA 7                            | 15.12.2016 | Pekin     | Waga musza            |
| Wygrana   | 4-0    | Katarzyna Urban (0-2)           | Poddanie (duszenie zza pleców) | 1:12  | 1    | Time of Masters 1: Pierwsza krew              | 17.01.2015 | Sopot     | Waga kogucia          |
| Wygrana   | 3-0    | Marzena Horoszko (0-1)          | TKO (ciosy)                    | 1     | 1:04 | PLMMA 41: Extra                               | 24.10.2014 | Legionowo | Waga kogucia          |
| Wygrana   | 2-0    | Katarzyna Jakubczyk (0-0)       | Poddanie (duszenie gilotynowe) | 1     | 0:28 | IV Gala sportów walki MMA Exclusive Night     | 05.04.2014 | Wasilków  | Limit umowny do 62 kg |
| Wygrana   | 1-0    | Elena Dzanuns (0-0)             | TKO (ciosy)                    | 1     | 0:32 | GSW Fighter: MMA vs Sambo                     | 14.12.2013 | Elbląg    |                       |

### Amatorskie
| Wynik     | Bilans | Przeciwnik (bilans przed walką) | Rozstrzygnięcie                | Runda | Czas | Rozgrywki                            | Data       | Miejsce  | Uwagi                  |
| --------- | ------ | ------------------------------- | ------------------------------ | ----- | ---- | ------------------------------------ | ---------- | -------- | ---------------------- |
| Wygrana   | 1-3    | Beata Wardzińska (0-0)          | Decyzja (jednogłośna)          | 2     | 4:00 | Adrenalina Fight: Pierwsze Uderzenie | 21.09.2013 | Radlin   | Waga musza. Main Event |
| Przegrana | 0-3    | Justyna Jankowska (0-0)         | Decyzja                        | 2     | 4:00 | ALMMA 36: Puchar Polski Środkowej    | 21.04.2013 | Zgierz   | Waga kogucia           |
| Przegrana | 0-2    | Katarzyna Sadura (0-0)          | Decyzja                        | 2     | 4:00 | ALMMA 36: Puchar Polski Środkowej    | 21.04.2013 | Zgierz   | Waga kogucia           |
| Przegrana | 0-1    | Lena Tkhorevska (0-0)           | Poddanie (duszenie gilotynowe) | 1     | 0:40 | ALMMA 25: Puchar Mazowsza            | 09.02.2013 | Żyrardów | Waga kogucia           |

## Lista zawodowych walk w kickboxingu (niepełna)
| Wynik     | Bilans | Przeciwnik           | Rozstrzygnięcie       | Runda | Czas | Rozgrywki                          | Data       | Miejsce   | Uwagi                                                              |
| --------- | ------ | -------------------- | --------------------- | ----- | ---- | ---------------------------------- | ---------- | --------- | ------------------------------------------------------------------ |
| Wygrana   | 14-2   | Hanna Gujwan         | Decyzja (jednogłośna) | 3     | 3;00 | FEN 37: Energa Fight Night Wrocław | 27.11.2021 | Wrocław   | 52 kg                                                              |
| Wygrana   | 13-2   | Ludovica Ciarpaglini | Decyzja (jednogłośna) | 3     | 4:00 | King of Kings 88: WGP              | 21.05.2021 | Warszawa  | 55 kg                                                              |
| Wygrana   | 12-2   | Hanna Gujwan         | Decyzja (jednogłośna) | 3     | 3:00 | FEN 30: Lotos Fight Night Wrocław  | 03.10.2020 | Wrocław   | 52 kg                                                              |
| Wygrana   | ?      | Beata Bardziak       | KO (latające kolano)  | 1     | 2:57 | Ladies Fight Night 9               | 12.05.2018 | Wrocław   | 52 kg                                                              |
| Przegrana | ?      | Marie Lang (18-1)    | Decyzja               | 5     | 3:00 | Steko’s Fight Night                | 11.12.2014 | Monachium | Walka o pas zawodowej mistrzyni świata WKU w kategorii do 62,5 kg. |